# Lake Widgeon
Der Lake Widgeon ist ein See in der Region Southland auf der Südinsel von Neuseeland.

## Geographie
Der Lake Widgeon befindet sich im Fiordland National Park, am nördlichen Ende des Te Awaroa / Long Sound. Der See, der sich auf einer Höhe von 46 m befindet, besitzt eine Flächenausdehnung von rund 1,87 km², bei einer Länge von rund 2,4 km in Nord-Süd-Richtung und einer maximalen Breite von rund 1,05 km in Ost-West-Richtung.
Gespeist wird der See durch den von Norden kommenden Long Burn und wird am südlichen Ende über einen Wasserfall in den Te Awaroa / Long Sound entwässert.